# Hermann Toelcke

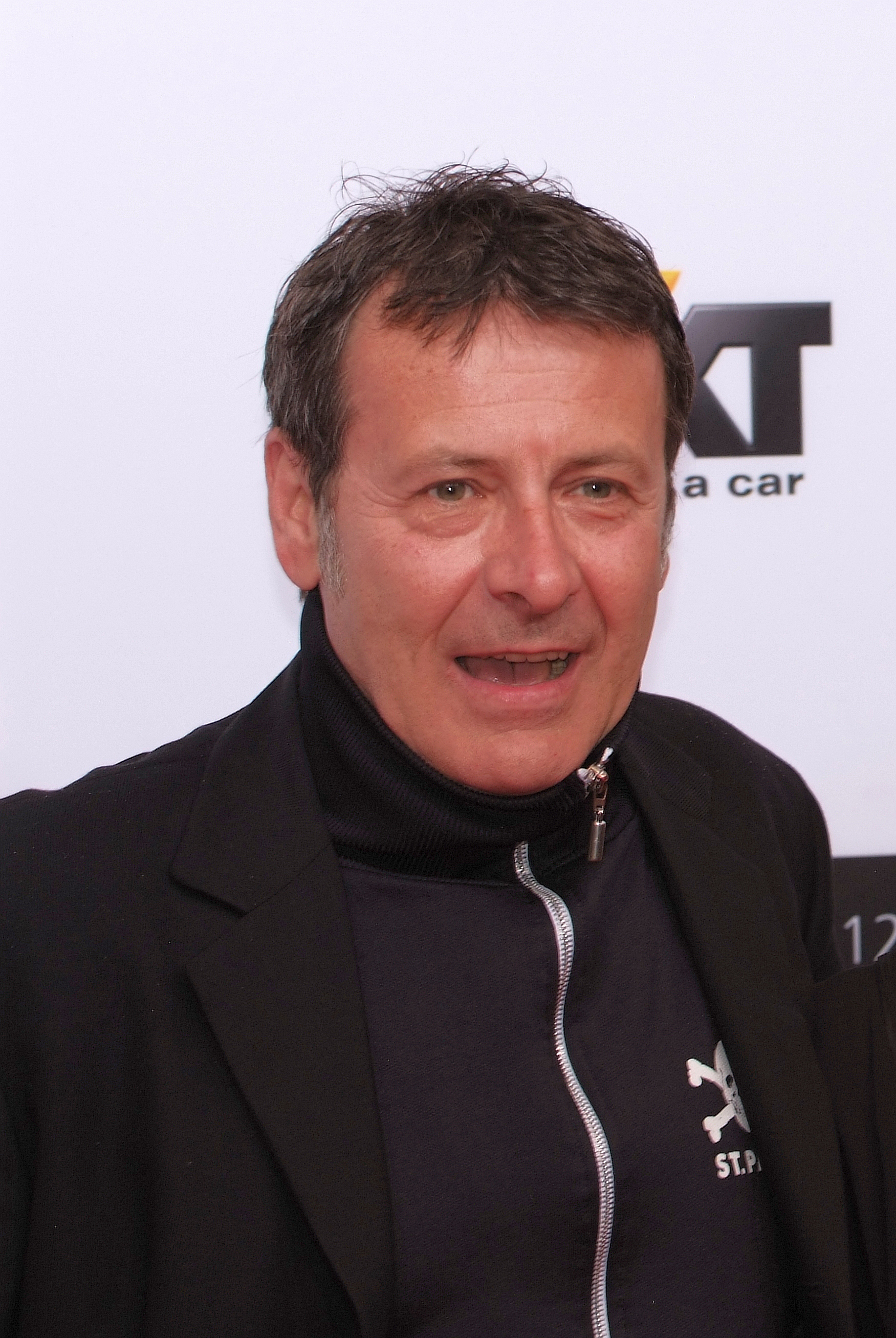
Hermann Toelcke beim Studio Hamburg Nachwuchspreis 2012

Hermann Toelcke (* 11. August 1953 in Plauen, Vogtland) ist ein deutscher Schauspieler.

## Leben
Hermann Toelcke wuchs in Plauen auf und beendete im Jahr 1972 in seiner Heimatstadt die Schullaufbahn mit dem Abitur. Seine Schauspielausbildung absolvierte er von 1976 bis 1978 an der Theaterhochschule Leipzig. Danach wechselte er in das Studio des Theaters der Stadt Leipzig, wo er von 1978 bis 1980 als festes Ensemblemitglied engagiert war. Im Jahr 1983 verließ Toelcke die DDR. Danach war er an verschiedenen Theaterhäusern tätig, wie beispielsweise am Theater für Niedersachsen, am Theater am Holstenwall, am Criminal Dinner in der Speicherstadt oder am Volkstheater Millowitsch.
Dem Fernsehpublikum ist Toelcke seit Ende der 1980er-Jahre besonders aus Serien wie Großstadtrevier, Alphateam, Die Strandclique, Da kommt Kalle, Aus gutem Hause oder Doppelter Einsatz bekannt geworden. Er spielte auch in Kinofilmen mit, darunter Deutschfieber (1992) und Stadtgespräch (1995). In der ARD-Telenovela Rote Rosen verkörpert er seit Juni 2007 (Folge 137) den Hotelier Gunter Flickenschild. Zwischenzeitlich legte Toelcke aus gesundheitlichen Gründen eine Pause in der Telenovela ein und wurde in dieser Zeit von Dietrich Adam ersetzt.
Hermann Toelcke lebt in Hamburg. Er war zweimal verheiratet und hat zwei Töchter und einen Sohn, die aus unterschiedlichen Beziehungen stammen. Neben seiner Muttersprache Deutsch spricht er auch fließend Englisch.

## Filmografie (Auswahl)
- 1987: Das lebenslängliche Kind
- 1987: Das andere Leben
- 1989: Lindenstraße (Fernsehserie, 1 Folge)
- 1991: Der Etappenhase
- 1991: Das Mädchen aus dem Fahrstuhl
- 1992: Deutschfieber
- 1994: Der Fahnder (Fernsehserie, 1 Folge)
- 1994: Die Stadtklinik (Fernsehserie, 1 Folge)
- 1994: Unschuldsengel
- 1995: Stadtgespräch
- 1995: Doppelter Einsatz (Fernsehserie, 1 Folge)
- 1996: Der Pakt – Wenn Kinder töten
- 1997: Stubbe – Von Fall zu Fall (Fernsehserie, 2 Folgen)
- 1997–2006: Alphateam – Die Lebensretter im OP (Fernsehserie)
- 1998: König auf Mallorca
- 1998: Die Cleveren (Fernsehserie, 1 Folge)
- 1999–2002: Die Strandclique (Fernsehserie)
- 2000: Aus gutem Hause (Fernsehserie)
- 2002: Drei mit Herz
- 2006: Großstadtrevier (Fernsehserie, 2 Folgen)
- 2007: Da kommt Kalle (Fernsehserie)
- seit 2007: Rote Rosen (Fernsehserie)
- 2008: Küstenwache (Fernsehserie, 2 Folgen)